# Лендже
Ле́ндже (чілендже, ленджі, мукуні, чінамукуні, бвіне-мукуні, бена-мукуні) — народ банту у Південній Африці.
Лендже проживають у Центральній провінції Замбії. Чисельність лендже — 169 тис. чол. (1993) або 2 % населення країни.
Близькі народу тонга. Наприкінці XIX століття з земель, які займали, були переселені британськими колоністами в резервати.
Основні заняття людей лендже — традиційні скотарство та підсічно-вогневе землеробство (кукурудза), мисливство, торгівля слонячою кісткою тощо. Розвинуті ремесла — гончарство, різьблення на дереві і кістці.
Лендже живуть сільськими громадами, де слабко виражена майнова нерівність.
Поширені традиційні вірування — культ предків і природи. Невелика частка лендже — християни.